# Рубинштейновский конкурс
Рубинштейновский конкурс — международный конкурс пианистов и композиторов, учреждённый Антоном Рубинштейном и проводившийся каждые пять лет с 1890 г. (состоялись пять конкурсов, шестой в 1915 г. был запланирован, но отменён из-за Первой мировой войны).
В 1885—1886 гг. Рубинштейн предпринял масштабные европейские гастроли, получившие название «исторических концертов», поскольку программа должна была, по замыслу музыканта, представлять в общих чертах историю классического пианизма. Гонорар Рубинштейна составил значительную сумму, из которой 25 000 рублей Рубинштейн внёс как уставной капитал музыкального конкурса: на проценты с этого капитала должны были вручаться премии победителям. В 1889 г., к 60-летию Рубинштейна, проект конкурса был утверждён рескриптом императора Александра III. По положению к участию в конкурсе допускались музыканты-мужчины в возрасте от 20 до 26 лет, первая премия в обеих номинациях составляла 5000 франков. Конкурс должен был проводиться поочерёдно в Санкт-Петербурге, Берлине, Вене и Париже. В композиторской номинации необходимо было представить одночастный концерт для фортепиано с оркестром, сонату (для фортепиано соло или для струнного инструмента и фортепиано) и короткую фортепианную пьесу: обязательная программа для пианистов включала один из концертов самого Рубинштейна, прелюдию и фугу Баха, пьесу Моцарта или Гайдна, одну из сонат Бетховена, а также короткие пьесы Шопена, Шумана и Листа.

## Первый Рубинштейновский конкурс
Прошёл 15 (27)—17 (29) августа 1890 г. в Санкт-Петербурге. Жюри возглавил сам Рубинштейн как директор Санкт-Петербургской консерватории; в состав жюри вошли также директор Московской консерватории Василий Сафонов, директора Киевского и Харьковского музыкальных училищ Владимир Пухальский и Илья Слатин, крупнейшие российские музыкальные педагоги Леопольд Ауэр, Юлий Иогансен, Карл Фан-Арк, Рудольф Кюндингер; в жюри присутствовали также несколько иностранных членов, в том числе директор консерватории Пибоди (США) Асгер Хамерик и директор Амстердамской консерватории Франс Кунен. Конкурсантов было меньше, чем членов жюри: всего семь — шестеро в исполнительской номинации и двое в композиторской, причём Ферруччо Бузони соревновался в обеих. В итоге композиторская премия была присуждена Бузони, а пианистическая — Николаю Дубасову (из других участников конкурса некоторую известность завоевал только Давид Шор). Как указывает в своём обзоре Г. М. Коган, пресса оценила это решение как несправедливое, отметив, что Бузони превосходил других конкурсантов именно как исполнитель, в то время как его оригинальные сочинения (равно как и сочинения его единственного соперника, неаполитанского музыканта Наполеоне Чези, сына Беньямино Чези) награды не заслуживали; впрочем, С. М. Майкапар высказывал противоположное мнение, отмечая, что Бузони «в отношении теплоты и поэтичности исполнения в лице Дубасова имел тогда более сильного конкурента».

## Второй Рубинштейновский конкурс
Состоялся в 1895 г. в Берлине и собрал 33 участников (шесть композиторов и 27 пианистов). Жюри возглавил Иогансен, среди других членов были Сафонов, Хамерик, Эмиль Бреслаур, Шарль Мари Видор, Луи Дьемер, Джеймс Кваст, Даниэль Де Ланге, Карл Халир, Генрих Эрлих, Саломон Ядассон, оркестром в ходе состязания дирижировали Бузони и Карл Клиндворт. Первую пианистическую премию завоевал Иосиф Левин в острой конкуренции с французским пианистом Виктором Стаубом (первоначально два исполнителя набрали одинаковое количество судейских голосов, при повторном голосовании у Левина оказалось на один голос больше; Стауб и Константин Игумнов получили поощрительные дипломы). Среди композиторов первую премию получил Генрик Мельцер-Щавиньский, представивший на конкурс урезанную версию своего Первого фортепианного концерта, а также фортепианное трио и несколько миниатюр.

## Третий Рубинштейновский конкурс
Проходил в 1900 г. в Вене. Среди членов жюри преобладали представители России (Сафонов, Слатин, Август Бернгард, Николай Кленовский, Никита Морозов, Станислав Экснер), германскую и австрийскую школу представляли Иоганн Петер Готхард, Отто Клаувель, Рихард Роберт, Людвиг Тюйе и другие. Премию в композиторской номинации получил Александр Гедике (за Концертштюк для фортепиано с оркестром, сонату для скрипки и фортепиано и фортепианную тарантеллу), в пианистической номинации награждён был бельгийский пианист Эмиль Боске — по утверждению участвовавшего в конкурсе Александра Гольденвейзера, заметно уступавший и тому же Гедике (выступившему в обеих номинациях), и Николаю Метнеру:

Сразу обнаружилось, что у Гедике среди композиторов конкурентов нет и что, кроме него, никто не может претендовать на композиторскую премию. Как у участников конкурса, так и у членов жюри, что, разумеется, важнее, сложилось враждебное отношение к нам, русским пианистам. Наш состав был гораздо сильнее заграничных конкурентов, но члены жюри никак не хотели давать обе премии русским. Так как композиторскую премию, при всем желании, кроме Гедике, дать было некому, то ясно было, что фортепианную премию русскому пианисту не дадут. И действительно, фортепианную премию получил даже не лучший пианист из заграничных участников — Санто, а значительно менее яркий бельгийский пианист Боске.

Почётных упоминаний жюри были удостоены Метнер (фортепиано) и Гвидо Фано (композиция).

## Четвёртый Рубинштейновский конкурс
Состоялся в 1905 г. в Париже. В жюри вошли Леопольд Ауэр, Владимир Пухальский, Николай Николаев, Матвей Пресман, Экснер, Де Ланге, Отто Найтцель, Артур Де Греф, французскую школу представляли Виктор Стауб, Камиль Шевийяр, Жозеф Жемен. Пианистическую премию получил Вильгельм Бакхауз, второе место занял Бруно Эйснер. В композиторском конкурсе премия не была присуждена, почётным упоминанием жюри были отмечены Бела Барток и Аттилио Бруньоли.

## Пятый Рубинштейновский конкурс
Состоялся в 1910 г. в Санкт-Петербурге. Жюри возглавлял директор Санкт-Петербургской консерватории Александр Глазунов, ключевой фигурой среди судей была крупнейший российский фортепианный педагог своего времени Анна Есипова.
Среди участников конкурса были Юлий Исерлис, Эдвин Фишер, Лео Сирота, Жан Баталла, Робер Лорта, Эмиль Гаек, Анджело Кессисоглу, Лев Пышнов. Пианистическую премию получил немецкий пианист Альфред Хён, специального первого почётного отзыва был удостоен Артур Рубинштейн, второго почётного отзыва — Александр Боровский; согласно воспоминаниям Рубинштейна, первенство Хёна объяснялось тем, что покровитель Хёна великий герцог Гессенский попросил об этом свою сестру, российскую императрицу Александру Фёдоровну. Премию за композицию получил швейцарский композитор и пианист Эмиль Фрай (в это время придворный пианист румынского короля). По итогам конкурса Фраю была предложена профессура в Московской консерватории (где он преподавал в 1912—1917 гг.), а Рубинштейну — место солиста в новосозданной антрепризе Сергея Кусевицкого.